# Dopca, Brașov
Dopca, mai demult Dotca (în germană Daken, Daaken, Dacken, Dopich, în maghiară Datk) este un sat în comuna Hoghiz din județul Brașov, Transilvania, România.

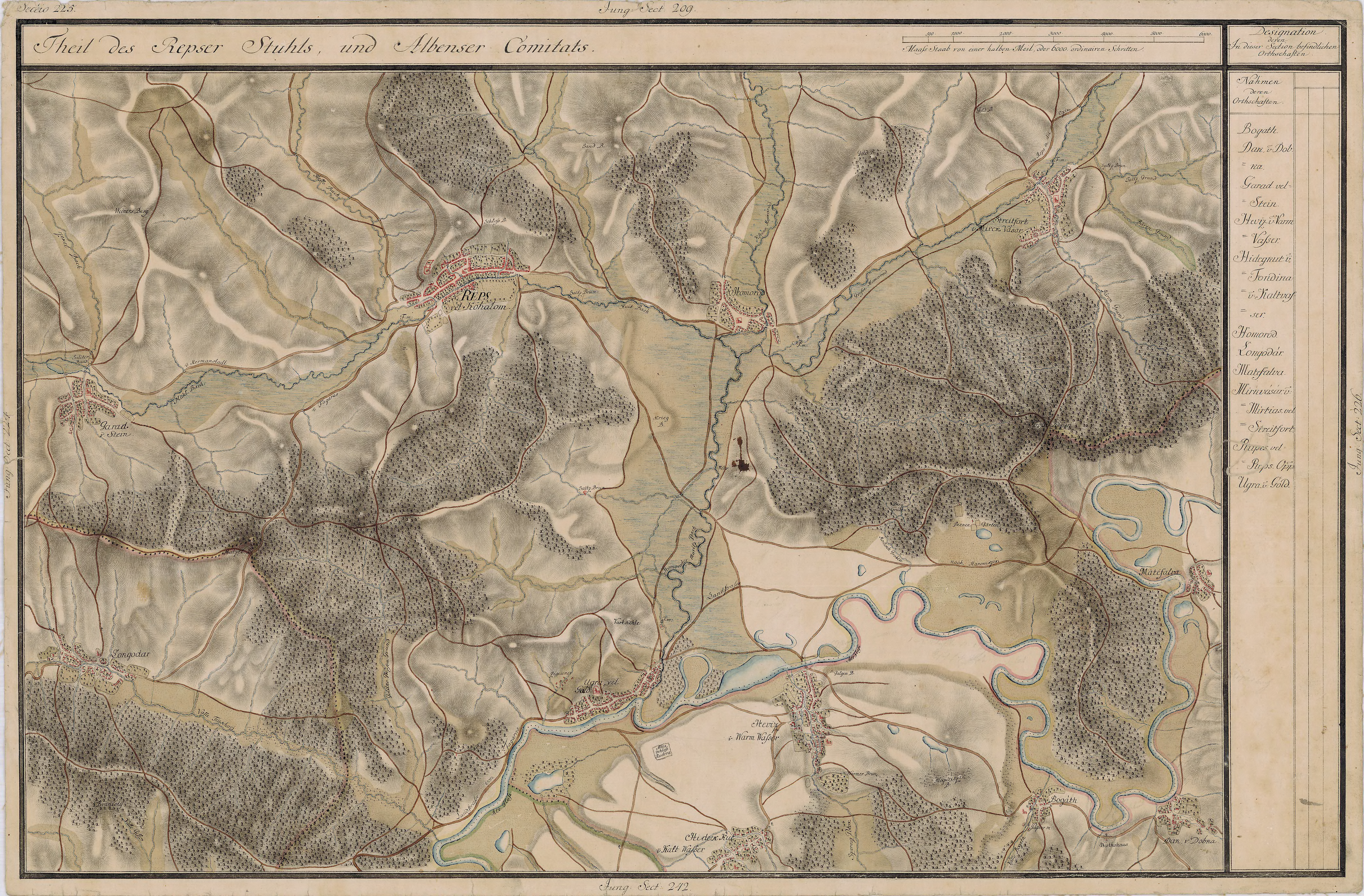
Dopca în Harta Iosefină a Transilvaniei, 1769-1773

Este situată în centrul țării, la 50km de Brașov, 60km de Sighișoara, 75km de Sămbăta, 70km de Lacul Sfânta Ana, 70km de Transfăgărășan, din vecinătatea Pădurii Bogații.

## Geografie

### Cheile Dopca
Se afla in extravilanul satului Dopca, avand o lungime de aproximativ 10 km. 
Reprezinta o rezervatie geologica, geomorfologica, peisagistica si forestiera.
Paduri imense sunt strabatute de Valea Runcului, Valea Iadului, care se reunesc in Valea Mare, 
vale pe care exista Lacul de acumulare de apa potabila.

### Pădurea Valea Bogății
Este o rezervație geologică în Munții Perșani (între Hoghiz și Măieruș pe 17 km, 8,5 ha).
Padurea este formata din exemplare frumoase de fag amestecate cu gorun si carpen si adaposteste o fauna bogata, fiind insa si teren de vanatoare cu regim de rezervatie cu un fond cinegetic impresionant, cabane de vanatoare si izvoare naturale.
Este domeniu public al comunei Hoghiz in proportie de 60% si restul domeniu privat.
Padurea este strabatuta de o vale denumita "Valea Bogatii" si de soseaua nationala DN13 pe o lungime de 25 km.
In aceasta zona, turistul poate admira un mozaic geologic si de vegetatie forestiera. 
Astfel, la "Fantana Alba" pot fi examinate conglomerate formate din calcar si alte roci, printre care cele mai importante sunt bazaltele asezate in coloane.
1. ↑  Google Earth
2. ↑  x indică operatorul telefonic: 2 pentru Romtelecom și 3 pentru alți operatori de telefonie fixă